# 이한호 (작가)
이한호(1966년 3월 10일~)는 대한민국의 텔레비전 드라마 작가이다. 크리에이티브그룹 다다(多多藝才)의 대표이사를 맡고 있다.

## 작품

### 드라마
- MBC 베스트극장 《용서받지 못한 여자》 (1997년 10월 24일) - 극본
- MBC 베스트극장 《전등사》 (1998년 2월 6일) - 극본
- SBS 드라마 스페셜 《홍길동》 (1998년 7월 22일 ~ 1998년 9월 10일) - 극본
- SBS 미니시리즈 《경찰특공대》 (2000년 7월 19일 ~ 2000년 9월 7일) - 극본
- MBC 특집드라마 《네이비》 (2001년 10월 19일) - 극본
- KBS 대하드라마 《서울 1945》 (2006년 1월 7일 ~ 2006년 9월 10일) - 정성희 공동극본
- MBC 주말연속극 《문희》 (2007년 2월 24일 ~ 2007년 8월 12일) - 정성희 공동극본
- SBS 월화드라마 《자명고》 (2009년 3월 10일 ~ 2009년 7월 21일) - 제작
- KBS 월화드라마 《부자의 탄생》 (2010년 3월 1일 ~ 2010년 5월 4일) - 제작
- KBS 대하드라마 《근초고왕》 (2010년 11월 6일 ~ 2011년 5월 29일) - 크리에이터
- MBN 미니시리즈 《수상한 가족》 (2012년 5월 9일 ~ 2012년 6월 28일) - 제작
- TV조선 금토드라마 《불꽃 속으로》 (2014년 4월 25일 ~ 2014년 6월 28일) - 극본
- KBS 수목드라마 《장사의 신 - 객주 2015》(2015년 9월 23일 ~ 2016년 2월 18일) - 정성희 공동극본
- tvN 토일드라마 《나인룸》 (2018년 10월 6일 ~ ) - 크리에이터